# Jorge López Falcón
Jorge López Falcón (1972) es un ajedrecista uruguayo.
Maestro Nacional (MN), jugó por Uruguay en la Olimpiada de Dresde en 2008 y es he ganado varios torneos abiertos a nivel nacional.
Ganador del torneo Invierno de Ajedrez en Uruguay 2016. Actualmente defiende al Club de Ajdrez La Proa.